# L'Hôtel des voyageurs de commerce
L'Hôtel des voyageurs de commerce je francouzský němý film z roku 1906. Režisérem je Georges Méliès (1861–1938). Film trvá zhruba 2 minuty.

## Děj
Film zachycuje opilého cestovatele, jak je ve svém hotelovém pokoji napálen několika vtipálky. Ty na samý závěr vyděsí jeho nadpřirozené zmizení.